# Little Ryburgh
Little Ryburgh är en by i civil parish Ryburgh, i distriktet North Norfolk, i grevskapet Norfolk i England. Byn är belägen 5 km från Fakenham. Little Ryburgh var en civil parish fram till 1987 när blev den en del av Ryburgh. Civil parish hade 59 invånare år 1961. Byn nämndes i Domedagsboken (Domesday Book) år 1086, och kallades då Parva Reienburh/Parva Reieburh.